# Willa!
 (septembre 2017).
Si vous disposez d'ouvrages ou d'articles de référence ou si vous connaissez des sites web de qualité traitant du thème abordé ici, merci de compléter l'article en donnant les références utiles à sa vérifiabilité et en les liant à la section « Notes et références ».
Willa! (Willa's Wild Life) est une série télévisée d'animation franco-canadienne en 78 segments de 11 minutes basée sur les livres pour enfants An Octopus Followed Me Home (en) par Dan Yaccarino, et diffusée à partir du 4 octobre 2008 sur YTV.
En France, elle est diffusée sur TF1 sur Tfou et sur Piwi, et au Québec durant l'été 2010 à la Télévision de Radio-Canada (segments de 11 minutes).

## Synopsis
La série raconte les aventures de Willa, une petite fille de neuf ans qui vit seule avec son père et qui puisqu'elle aime beaucoup les animaux en a invité quelques-uns chez elle.

## Personnages
- Willa (VF : Emmylou Homs) : Elle est une petite fille de neuf ans qui est toujours déterminée dans ce qu'elle fait et qui est très joyeuse. Elle est toujours prête pour partir à l'aventure et pour tenter de nouvelles expériences. Au cours de ces dernières, elle apprendra des leçons de vies quotidiennes puisque dans ces aventures, il y aura des difficultés.

- Damien (Dooley en version américaine) : C'est le meilleur ami de Willa. Il est un amoureux de la science. Lorsque Willa veut l'embarquer dans ses aventures, il refuse, mais alors que Willa le convainc, il l'accompagne et finit toujours par s'amuser. Il est d'une aide précieuse pour Willa, lorsqu'ils doivent tirer la morale de leurs aventures.

- Sara, Carla et Laura (Sara, Kara and Lara en version américaine) : Ces filles disent êtres des amis depuis très longtemps. Elles sont les camarades de classe mesquines de Willa. Elles provoquent ou défient toujours cette dernière dans une activité ou dans l'appartenance d'un objet que selon elles Willa ne pourraient jamais s'approprier. Elles se trompent en appelant Willa par d'autres prénoms (Maria, Marina, Wanda, Clara, Léna).

- Agnès (Jenny en version américaine) (VF : Marie Chevalot) : C'est la girafe de Willa. Elle est douce, attendrissante et aimable. Elle prend parfois Willa sur son dos pour la faire glisser. Elle est la conseillère de Willa et tente de l'arrêter lorsqu'elle va dans le mauvais chemin.

- Blaise (Bert en version américaine) (VF : Thomas Roditi) : C'est l'ours de Willa, plutôt maladroit. Il ne sait pas vraiment tenir debout et il adore dormir. Il est par contre sympathique et aimable.

- Samuel : C'est le chameau de Willa. Il l'emmène à l'école sur sa bosse. Il est très charmeur, un peu snob et aussi tout le contraire de Agnès conseillant à Willa de continuer dans ces mauvaises actions.

- Les lapinous (The Bunnies en version américaine) : Ce sont les petits lapins de Willa. Nombreux et de plusieurs couleurs, bleus, roses, verts et jaunes. Toujours joyeux, ils font toutes sortes de farces aux autres, ce qui est d'ailleurs très amusant pour eux (à l'exception de Al qui s'apprêtait surement à les déguster). Leurs cibles principales est le papa de Willa.

- Al (Gus en version américaine) (VF : Julien Chatelet) : C'est l'alligator de Willa au comportement cynique, qui ne sait pas contrôler sa faim. Il cherche à manger tout ce qui bouge principalement les lapinous, mais ces derniers l'évitent ou alors il se fait arrêter par l'un des autres animaux.

- Pierre, Paul et Jacques (Inky, Blinky and Bob en version américaine) : Ce sont les pingouins de Willa. Ils sont trois et font la paire. Naturellement drôles, marrants, hypers comiques, ils expriment leurs sentiments de joie comme de tristesse toujours d'une manière rigolote. Ils ajoutent ainsi un instant comédie aux aventures de Willa (qu'ils appellent Gladys). Ils adorent les saumons et sont d'ailleurs experts en pêches, rêvent de l'Antarctique et peuvent faire une banquise en période de neige.

- Koko (VF : Jessie Lambotte) : C'est la kangourou féminine de Willa. Elle est plutôt aimable, enjouée, tendre, douce et accompagne toujours cette dernière dans la bonne perspective.

- Franck et Edith : Ce sont les phoques de Willa. Franck est un homme et Edith une femme. Les deux sont des fans de cirques et d'acrobaties. Ils font d'ailleurs toujours des acrobaties en tout genre.

- Horace (Wallace en version américaine) (VF : Julien Chatelet) : C'est le morse de Willa. Il aime beaucoup raconter des histoires sur l'Arctique, des aventures sur son supposé héroïsme, disant même avoir été un pirate, ce qui semble irréel pour Willa.

- Mulot et Loulou (Tiny and Lou en version américaine) (VF : Jessie Lambotte et Julien Chatelet) : Ils sont les éléphants de Willa. Ils adorent chanter. Mulot a une voix roque et Loulou une voix aigüe.

## Épisodes
1. Papa, ça va être ta fête !
2. Les 12 travaux de Willa
3. Qui a peur du grand méchant vétérinaire
4. Bon voyage à Hong Kong
5. L'aventure est au coin de la rue
6. Les Chienchiens de Willa
7. Willa entre en scène
8. Willa fait du camping sauvage
9. Cours Willa, cours
10. Que la fête commence !
11. Pauvre Blaise
12. Faites vos dons
13. Élémentaire, ma chère Willa
14. Un toit pour tous
15. La Chasse au trésor
16. Toujours plus haut
17. Abracadabra
18. Mon œuf chéri
19. Attention à la voisine
20. Le Monstre du grenier
21. Le Chauffeur de Miss Willa
22. Bonne nuit les amis
23. Willa fait du baby-sitting
24. Ça décoiffe pour Willa
25. Willa grande reporter
26. Le Journal intime de Willa
27. Willa, reine de la glisse
28. Mon amie araignée
29. Danse avec Willa
30. Un couple idéal
31. Ne nous quitte pas
32. Au lit Blaise !
33. Vétérinaire d'un jour
34. Ouh, la menteuse, elle est amoureuse
35. Willa l'artiste
36. On a de la visite
37. Papa est malade
38. La Remise des prix
39. Willa professeur de gym
40. Petite Willa deviendra grande
41. La Bonne Nouvelle
42. Question de confiance
43. Dans la peau de mon alligator
44. Soirée pyjama
45. Le Morse des Caraïbes
46. Sarah fait son cinéma
47. La Vie merveilleuse de Willa
48. Ça déménage
49. Grand Frère Al
50. Willa chef de bande
51. Le Club des garçons
52. Willa prend l'avion

## Récompenses
En 2010, le Directeur artistique Adrian Tchatcher a reçu un Daytime Creative Emmy Awards pour son travail sur Willa !